# Shake Before Use
Shake Before Use es una banda de rock alternativo surgida de la escena hardcore punk de la ciudad de Jerez de la Frontera (Andalucía, España) a finales de la década de los 90. Fundada como un trío por Jorge Sanz (guitarra y voz), Alberto Curtido (bajo) y Chechu Rodríguez de Medina (batería), la banda pasaría a ser definitivamente un cuarteto antes de la publicación de su primer disco, primero junto a Antonio Joyanes (2003-2005) y más tarde con Pablo Sanz (guitarra).

## Biografía
Antonio Joyanes (guitarra) se unió al grupo desde el 2003 hasta el lanzamiento, en 2005, del primer larga duración (LP) de la banda titulado Utopiology. Este álbum fue editado por el legendario sello discográfico independiente burgalés Fragment Music. La primera edición del disco se agotó en menos de un año, llevándose a cabo la primera gira de la banda. Fue entonces cuando Pablo Sanz (guitarra) se unió al grupo sustituyendo a Antonio Joyanes. En 2006, Fragment Music editó el EP titulado 0'194513 Yards, consagrando la formación definitiva. Tras recibir las mejores críticas de los medios especializados durante las 2 primeras giras, Arindelle Records y Devildchild Records lanzaron un Split álbum (EP) junto a los cántabros Kidsgofree en 2007. Este EP fue coeditado por RMA Records y Teddy Bear Records en Francia. Meses más tarde se editaba el segundo larga duración (LP) del grupo (2008). Este álbum, auto titulado y masterizado por el famoso ingeniero Alan Douches (Thrice, Burning Airlines, Saves the Day…) fue valorado como uno de los más prometedores discos del año por la prensa musical independiente (RockZone, Mondosonoro). En 2009, el grupo celebró su décimo aniversario con un largo tour en el llegaron a compartir escenario con bandas como The Get Up Kids. A finales de 2012, la banda se encerró a un tercer larga duración (LP) titulado Desertion, publicado en 2013  por Hang the Dj! Records en España y RMA Records en Francia. La grabación y mezcla se realizó en el Estudio79 de Jerez de la Frontera a manos de Rafa Camisón (G.a.s. Drummers). La masterización fue obra del ingeniero Mario G. Alberni (Nacho Vegas, Love of Lesbian, Hinds…). El último trabajo de la banda recibió las mejores críticas de los medios especializados apareciendo en diversas listas de los mejores discos de música independiente del año (Mondosonoro, Feiticeira, Rockzone…). Un año después de la publicación de su último disco, el grupo decidió tomarse una pausa indefinida para dedicarse a otros proyectos personales.

## Discografía
Álbumes de estudio
- Utopiology (2005)[10]
- Shake Before Use (album) (2008)[11]
- Desertion (2013)[12]

EPs
- 0'197513 Yards (EP) (2006)
- Split w/Kidsgofree (split album EP) (2007)